# Jan Stenbecks torg

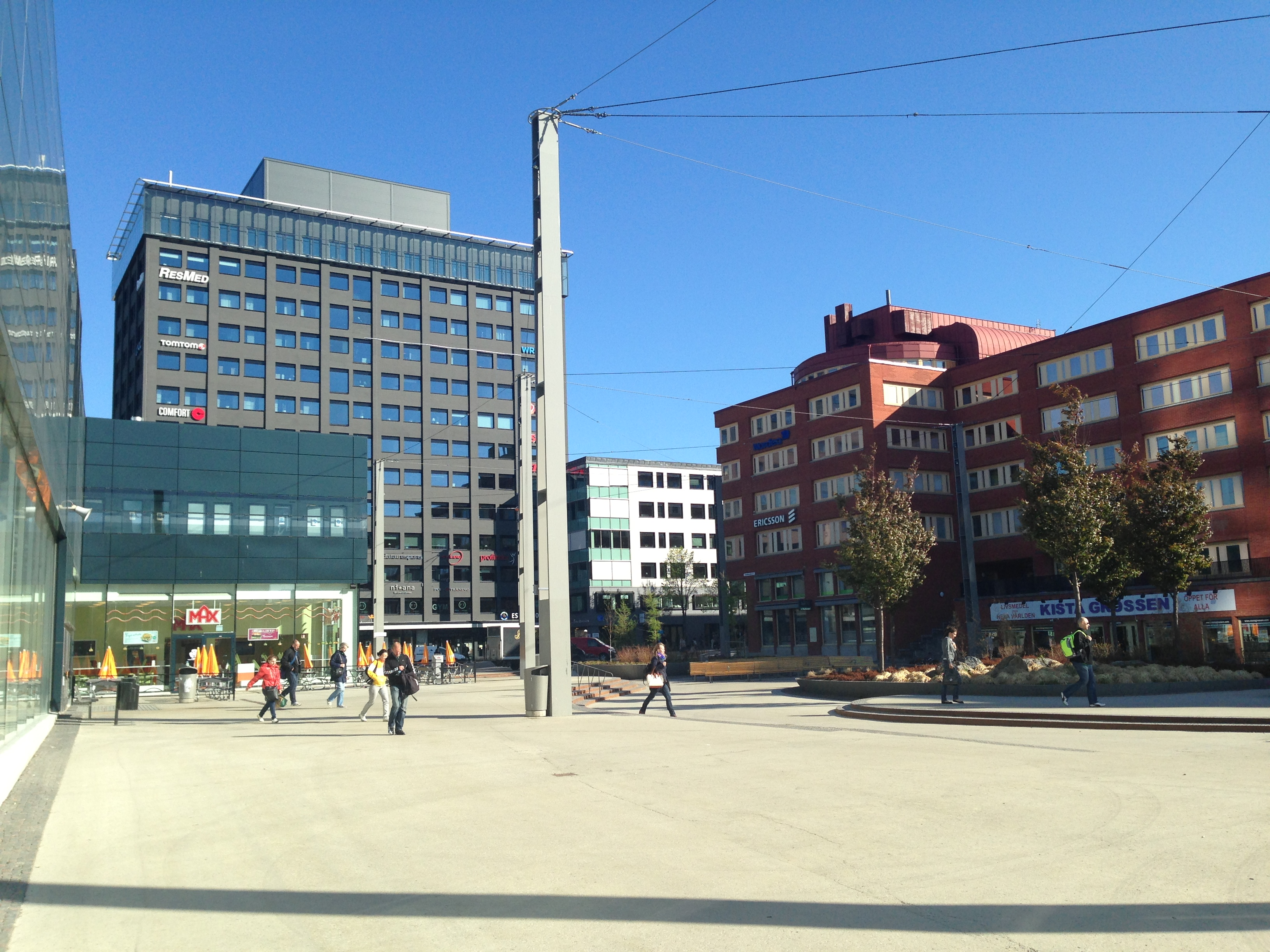
Jan Stenbecks torg

Jan Stenbecks torg är ett torg i stadsdelen Kista i Stockholms kommun.
I september 2010 namnändrades det tidigare Torsnästorget till Jan Stenbecks torg för att uppmärksamma Jan Stenbecks betydelse för framväxten av telekomindustrin i Sverige.